# トランスフォーマー・ザ・ライド3D
トランスフォーマー・ザ・ライド3D（Transformers: The Ride 3D）は、世界のユニバーサル・スタジオ・テーマパークに存在する、映画「トランスフォーマー」シリーズをテーマにした3Dシミュレーションライドタイプのアトラクション。キャラクターデザインは実写映画版のものが採用されている。

## 概要

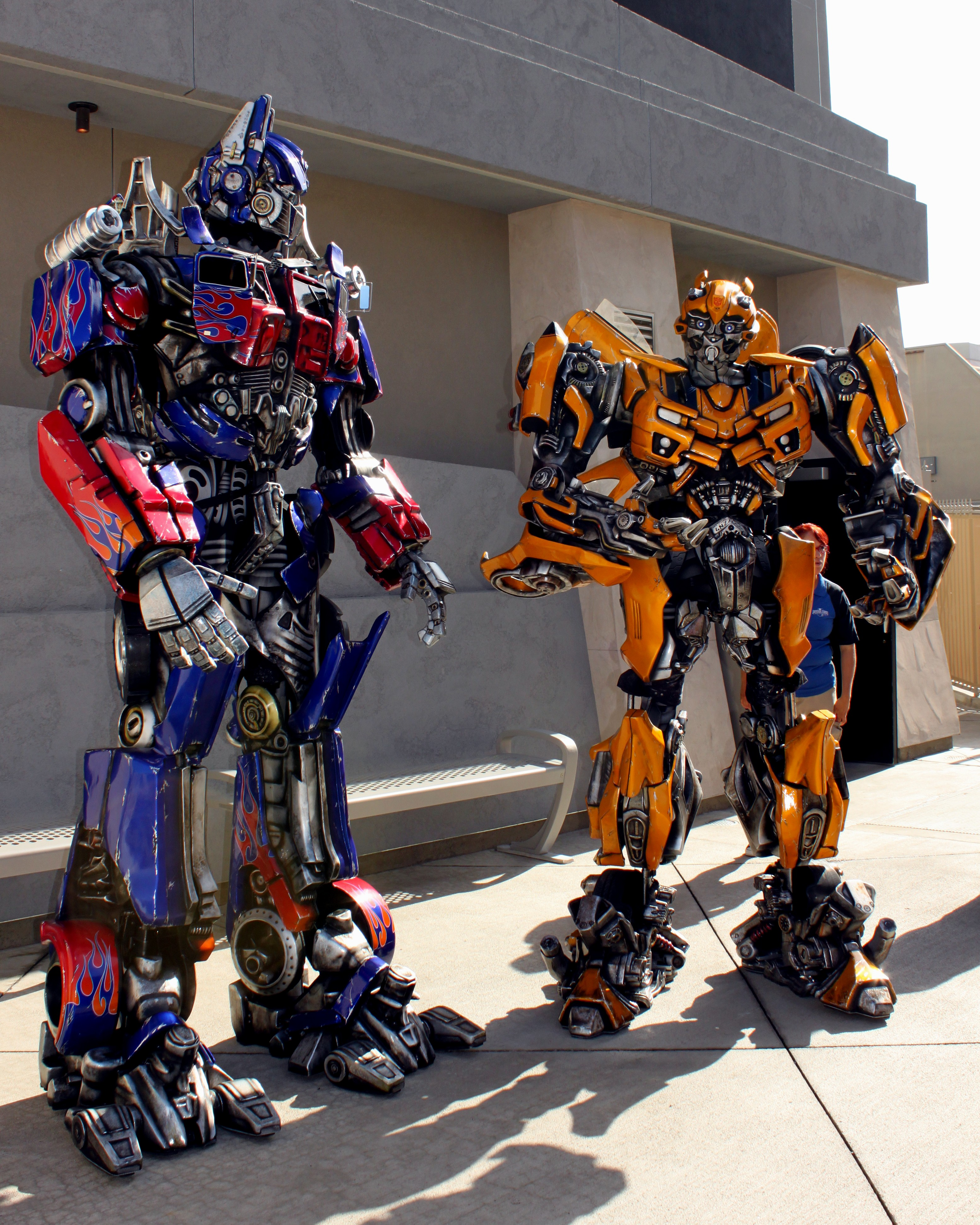
アトラクション近辺ではオプティマスプライム（コンボイ）やバンブルビーなどのキャラクターともミート・アンド・グリート可能

映画「トランスフォーマー」シリーズをテーマにした3Dシミュレーションライドタイプのアトラクション。ユニバーサル･スタジオ･ジャパンなどにあるアメイジング・アドベンチャー・オブ・スパイダーマン（ユニバーサル・スタジオ・ジャパン版は2024年1月22日にクローズ）と同様のタイプのアトラクション。ゲストは3Dメガネをかけた状態で12人乗りのライドに乗り、トランスフォーマーの世界を再現したセットの中を進む。3D映像とその他の動きの連動により、実際にトランスフォーマーの世界を体感することができる。当初は世界中のユニバーサル・スタジオ・テーマパークで、ユニバーサル・スタジオ・シンガポールのオリジナルアトラクションであったが、2012年にユニバーサル・スタジオ・ハリウッド、2013年にユニバーサル・スタジオ・フロリダ、2021年にユニバーサル・スタジオ・北京へ導入された。2011年にユニバーサル・スタジオ・シンガポールでオープンされた際は、トランスフォーマー・ザ・ライド：ザ・アルティメット3Dバトル（トランスフォーマー・ザ・ライド：ザ・アルティメット・3Dバトル）（Transformers: The Ride : The Ultimate 3D Battle）、2021年にユニバーサル・スタジオ・北京でオープンされた際は、トランスフォーマー：バトル・フォー・オールスパーク（Transformers: Battle for the AllSpark）の名前のアトラクションになっている。

## ストーリー
ゲストであるN.E.S.T.（ネスト）新兵の訓練中、基地から「オールスパーク」を強奪すべく、メガトロン率いる「ディセプティコン」が攻めてきた。ゲストはオールスパークを守り抜くミッションに「オートボット」の一員、イーバック（イーヴァック）とともに参加し、地球の平和を守るべく、オプティマスプライム率いる「オートボット」ともに強大な敵に挑むことになるのであった…。

## 主な登場トランスフォーマー

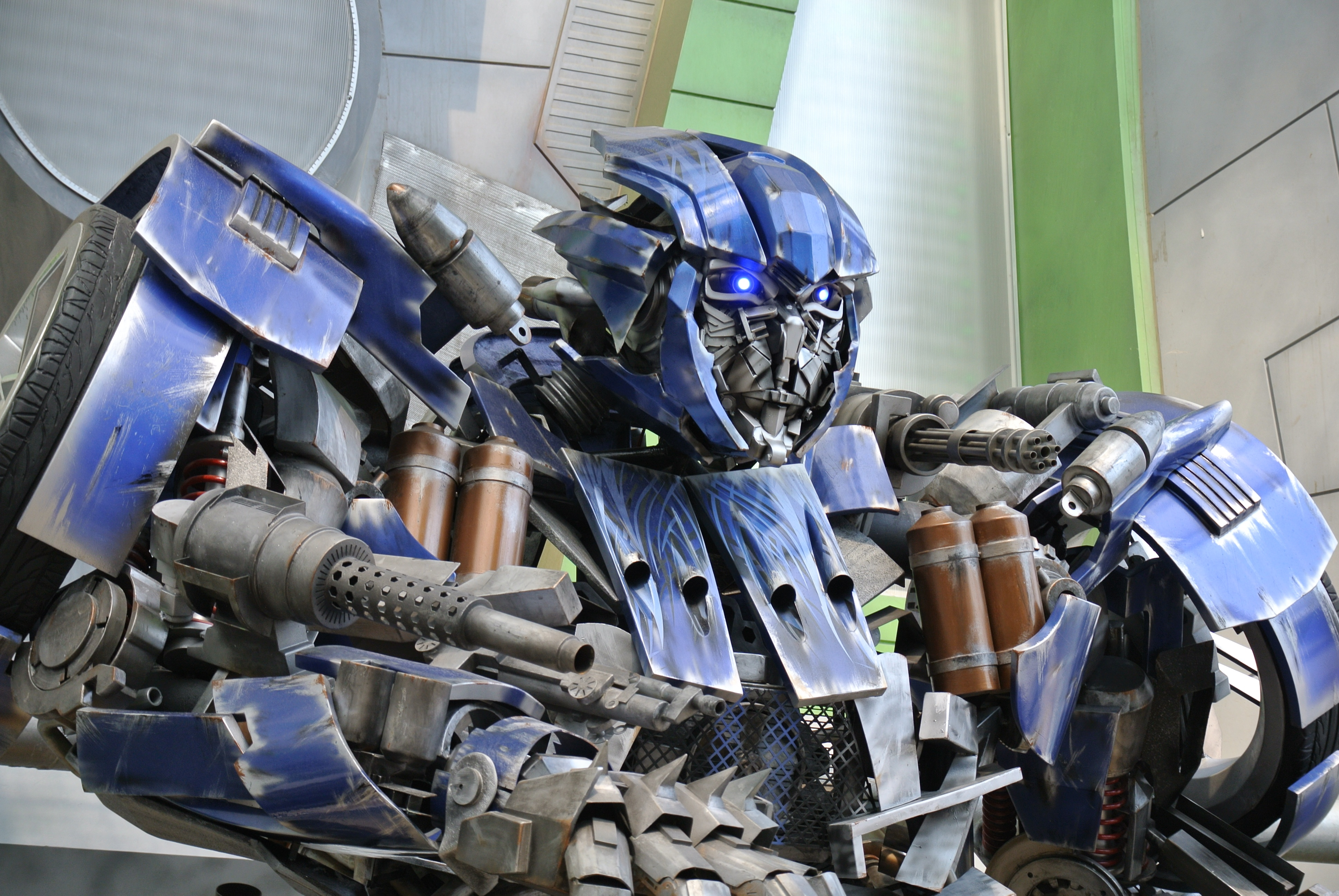
ライドオリジナルキャラクターのイーバック（イーヴァック）（EVAC）

### オートボット（Autobots）
オプティマスプライム / Optimus Prime
声 - ピーター・カレン
オートボットの総司令官で、トランスフォーマー側の主人公。第1作目～第3作目と同じデザインの姿。ファイアーパターン入りのピータービルト・379・大型トレーラートラックに変形。自由と平和を愛する冷静沈着で思慮深く真面目で実直、リーダーとしての責任感もあり戦いと成れば自ら最前線に赴き指揮を執る勇猛果敢な性格で、惑星サイバトロンであるサイバトロン星より地球に飛来し、宇宙支配を企むディセプティコンから地球と人類を守るために戦い続けている。指示だけでなく戦う事も出来る。待ち列での通信ではゲストを迎え入れ、映画本編のシーンを引用してオートボットの戦士達を紹介する。ライド本編ではイーバック（イーヴァック）とゲストを市街地から逃すべくメガトロンを足止めし、建設中の高層ビルの屋上でメガトロンと戦いを続け、劣勢に陥るも最後はイーバック（イーヴァック）と協力してメガトロンを撃破した。メガトロンが撃破された後はイーバック（イーヴァック）らの勇気に感服し、N.E.S.T.（ネスト）基地に戻っていく彼らを「自由の戦士」と褒め称えた。
バンブルビー / Bumblebee
声 - マーク・ライアン
オートボットの斥候で、トランスフォーマー側のもう一人の主人公。イエローの5代目シボレー・カマロのカスタムモデルに変形。生命エネルギー・オールスパークのキューブを追って地球に降り立ち、その手掛かりを知るサム・ウィトウィッキー（第1作目ではサミュエル・ジェームズ・“サム”・ウィトウィッキー）と知り合い、友情で結ばれる。現在はサム・ウィトウィッキーと離れ、オートボットと共に作戦任務に就くが、サム・ウィトウィッキーが困ったときは頼りになる存在に変わりはない。待ち列の通信では肉声で話す瞬間があるも再度故障してしまい、それを見かねたラチェットにゲストの案内を繋げる。ライド本編の序盤ではN.E.S.T.（ネスト）基地に侵入したラヴィッジ、サイドウェイズと戦闘を繰り広げ、オールスパークをイーバック（イーヴァック）に託した。終盤ではメガトロンと共に建設中の高層ビルの屋上から落下するイーバック（イーヴァック）を無事に受け止め、生還へと導いた。
サイドスワイプ / Sideswipe
声 - アンドレ・ソグリウゾ
オートボットの新兵で、アイアンハイドの弟子。シボレー・コルベット・スティングレイコンセプトに変形。ロボット時には両足のタイヤをローラースケート代わりにして高速滑走する。待ち列では映画本編のシーンを使用した紹介映像にのみ登場。ライド本編ではイーバック（イーヴァック）と協力してボーンクラッシャーを撃破する。その直後にデバステーターの吸引でスクリーンから退場するが安否は不明。
ラチェット / Ratchet
声 - ロバート・フォックスワース
オートボットの軍医兼科学者。黄緑がメインのハマーH2のレスキュー車に変形。待ち列ではオプティマスプライム同様ゲストを歓迎し、N.E.S.T.（ネスト）及びオートボットの使命を紹介する。ライド本編ではイーバック（イーヴァック）を市街地から逃すべくアイアンハイドと協力してデバステーターに立ち向かう。
アイアンハイド / Ironhide
声 - ジェス・ハーネル
オートボットの武器担当技術兵及び副司令官。黒のGMC・トップキック C4500に変形。新兵の訓練指導も務めており、待ち列では映画本編のシーンを引用してディセプティコンを紹介する。「人間は小さく鈍い」「人間だけではディセプティコンには勝てない」と人間を快く思っていない部分は未だ変わっていない。また、ゲストの持ち物を検査する際に1人がチュロスを持っていることが発覚した時は「ここはテーマパークじゃない」と第四の壁を思わせる形で叱責する。ライド本編ではイーバック（イーヴァック）を市街地から逃すべくラチェットと協力してデバステーターに立ち向かう。
ホィーリー / Wheelie
声 - トム・ケニー
第2作目に登場し、ディセプティコンからオートボットに寝返った小型トランスフォーマー。青いモンスタートラック型のラジコンカーに変形。待ち列にのみ登場し、中継する形でメガトロンの宣戦布告をモーシャワー将軍に伝える。
イーバック（イーヴァック） / EVAC
声 - ダスティン・ジェームズ・レイトン
このアトラクションオリジナルのステルス移動型トランスフォーマーのオートボット。12人乗りの輸送車両に変形。モーシャワー将軍が最終手段として下した「オールスパークを市街地の外の安全な場所へ移動させる」作戦を遂行するべく、乗り込んだゲストと共に戦いへ身を投じる。両腕に1対の小型銃を装備しているが弾詰まりを起こしたため使用することは最後までない。またバトルシールドを展開するステルス機能も持っており、これを使ってデバステーターの体内から無事に脱出した。待ち列の最後の映像ではロボットモードからビークルモードへの変形を披露する。ライド本編ではバンブルビーから受け取ったオールスパークを保持し続けるもそれを狙うディセプティコンに幾度も阻まれる。下水道へと逃げ込んだ際、メガトロンにつかまれ阻まれるも水道管を壊すまで奮闘し、メガトロンに水を噴霧させた。メガトロンに水を噴霧させた後、行き止まりの経路に入り、その後反転した直後にオプティマスプライムとメガトロンが戦い続けながらメガトロンは右手に装備している接近戦用の武器である剣状のデスロックピンサーのフュージョンキャノンで攻撃を仕掛け剣状のデスロックピンサーのフュージョンキャノンのミサイルを発射させたが、オプティマスプライムに阻止される。デバステーターの体内から無事に脱出した後、グラップリングフックのようなツールのワイヤーからスタースクリームに捕まり、捕縛されて連れ去られる。捕縛され、連れ去られてからいくつかの市街地に投げ出されながら建設中の高層ビルに着陸し、いくつかのドラム缶に激突する。最後は建設中の高層ビルの屋上でメガトロンに追い詰められるも復帰したオプティマスプライムが隙を作ることに成功し、第1作目のサム・ウィトウィッキーと同様メガトロンの胸部にオールスパークを押し込んで撃破した。メガトロンを撃破した後はオプティマスプライムからその勇気に感服され、ゲストと共に「自由の戦士」と褒め称えられた後、N.E.S.T.（ネスト）基地に戻っていた。

### ディセプティコン（Decepticons）
メガトロン / Megatron
声 - フランク・ウェルカー
ディセプティコンのリーダーで、第1作目と同じこのアトラクションのメインヴィラン。第3作目と同じデザインの姿だが第2作目の接近戦用の武器である剣状のデスロックピンサーのフュージョンキャノンを右手に装備している。第3作目では錆びた大型タンクローリー（バイオカード及びコミック版では、錆だらけのM915 ラインハウル リプレイスメント トラクター&トレーラー、スタジオシリーズでは、タンカートラックに変形と表記されている。）であるエイリアントラックに変形していたが待ち列での通信やライド本編では変形していない。第1作目では遙か昔に惑星サイバトロンであるサイバトロン星よりオールスパークのキューブを求めて地球に飛来し、北極に不時着したものの不慮の事故で仮死状態となり、そのまま凍結していた。時を経てアーチボルド・ウィトウィッキーによって発見された後、セクター7に冷凍状態のまま収容され、NBE-1 (Non Biological Extra-Terrestrial-1＝非生物型地球外生命体1号）とアイスマンと名付けられる。待ち列ではホィーリーの中継を通してN.E.S.T.（ネスト）及びオートボットに宣戦布告する。ライド本編での登場回数が12シーン中5シーンとオプティマスプライム同様に1番多く、オールスパークを手にするため執拗にイーバック（イーヴァック）らの前に立ちはだかる。建設中の高層ビルの屋上でオプティマスプライムと戦いを続け、劣勢に陥れるも最後はイーバック（イーヴァック）に第1作目と同様オールスパークを胸部に押し込まれ、その強大な力に耐え切れず撃破された。オプティマスプライムとイーバック（イーヴァック）に撃破された後はゲストと共にイーバック（イーヴァック）がN.E.S.T.（ネスト）基地に戻っていく際にねじれた残骸の状態となっていた。
スタースクリーム / Starscream
声 - チャーリー・アドラー
ディセプティコンのNo.2であるサブリーダーで航空参謀の航空宇宙司令官。ロッキード・マーティンF-22 (戦闘機)に変形する。ライド本編ではデバステーターから脱出した直後のイーバック（イーヴァック）をグラップリングフックのようなツールのワイヤーで捕縛し、捕縛してからいくつかの市街地に投げ出し、建設中の高層ビルの屋上へと連れ去る。しばらくして第1作目と同様シコルスキー・MH-53 ペイブロウを撃墜させ、再びイーバック（イーヴァック）らの前に現れるが米軍の攻撃で誘導されてしまい、オールスパークを奪うことはできなかった。
グラインダー / Grindor
第2作目に登場した、シコルスキー・CH-53E スーパースタリオンに変形するディセプティコン。ライド本編ではオプティマスプライムによって足止めされたメガトロンの代わりにイーバック（イーヴァック）を追跡する。イーバック（イーヴァック）を地下に追い詰めるも攻撃が届くあと一歩のところで偶然通りかかった3両編成の地下鉄に腕を撥ね飛ばされてしまい、その後の動向は不明。映画本編での出番が少なかったためか待ち列での紹介映像では同型である第1作目のブラックアウト / Blackoutのものが引用されている。
サイドウェイズ / Sideways
第2作目に登場した、アウディ・R8に変形するディセプティコン。ライド本編ではラヴィッジと共にN.E.S.T.（ネスト）基地に侵入しバンブルビーと戦闘を繰り広げるが、オールスパークを奪うことはできなかった。
ラヴィッジ / Ravage
第2作目と第3作目に登場した、サウンドウェーブ / Soundwaveの部下で、第2作目に登場した、動物のジャガーの姿を模した小型ディセプティコン。ライド本編開始前の時点で既にN.E.S.T.（ネスト）基地に侵入していることが待ち列で明らかになり、ライド本編は彼がオールスパークを奪うところから始まる。その後は交戦したバンブルビーに破壊され、オールスパークはイーバック（イーヴァック）の手に渡る。
ボーンクラッシャー / Bonecrusher
第1作目に登場した、フォースプロテクション・バッファローに変形するディセプティコン。ライド本編では市街地から逃げるイーバック（イーヴァック）を阻むもサイドスワイプにクローを切り落とされ、イーバック（イーヴァック）の銃撃によって撃破された。
デバステーター / Devastator
声 - フランク・ウェルカー
第2作目に登場した巨大トランスフォーマー。ライド本編では圧倒的な吸引力でイーバック（イーヴァック）を地下から市街地へ引きずり出すも、ラチェットとアイアンハイドの妨害によって失敗。ボーンクラッシャーが撃破された後は吸引に成功するが、イーバック（イーヴァック）のシールド機能によって無傷で脱出された。その後の動向は不明。
スコルポノック / Scorponok
第1作目に登場した、蠍の姿を模した小型ディセプティコン。ライド本編には全く関係がないものの、待ち列内では劇中で切り落とされた尻尾が保管されている上紹介映像にも挙がっている。

### ユニバーサル・スタジオ・シンガポール

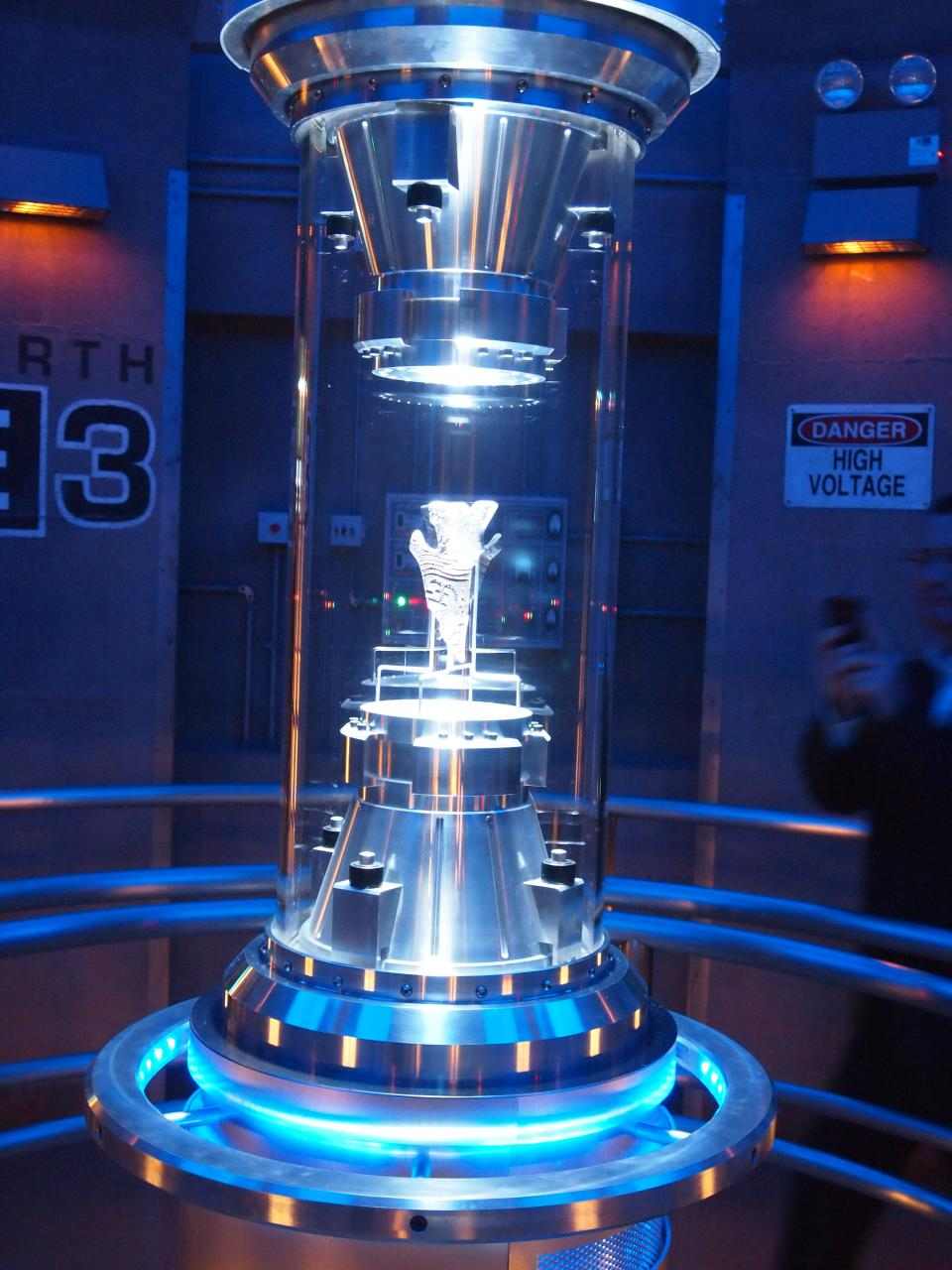
キューラインのオールスパーク

### ユニバーサル・スタジオ・ハリウッド

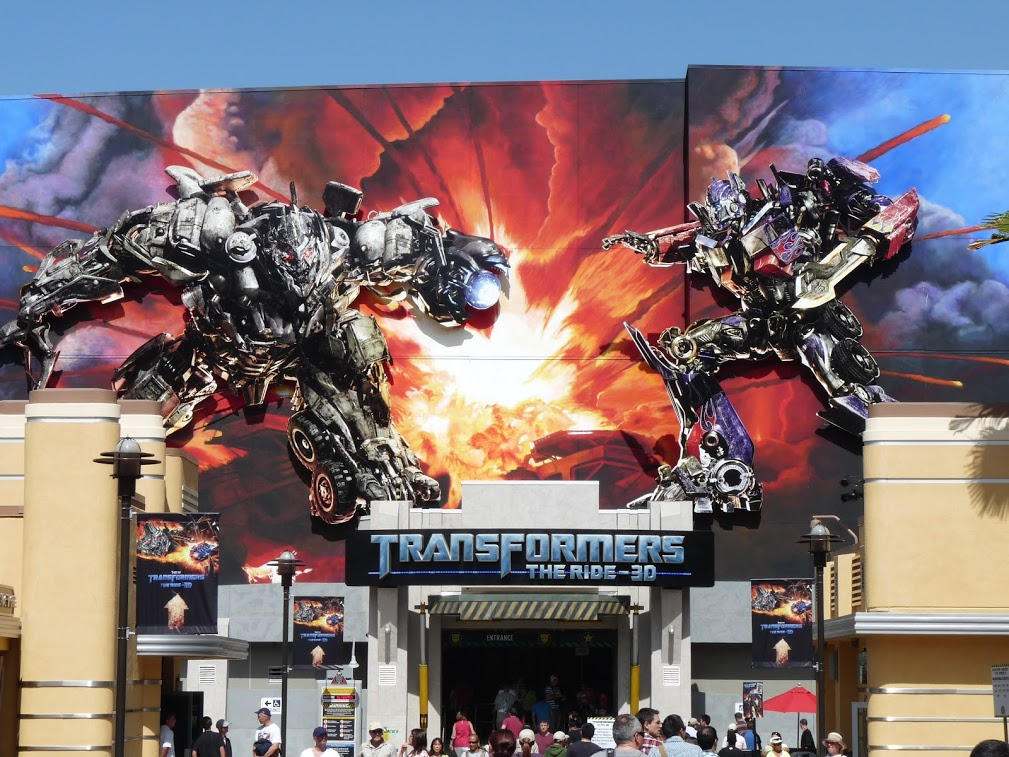
アトラクション外観

### ユニバーサル・スタジオ・フロリダ

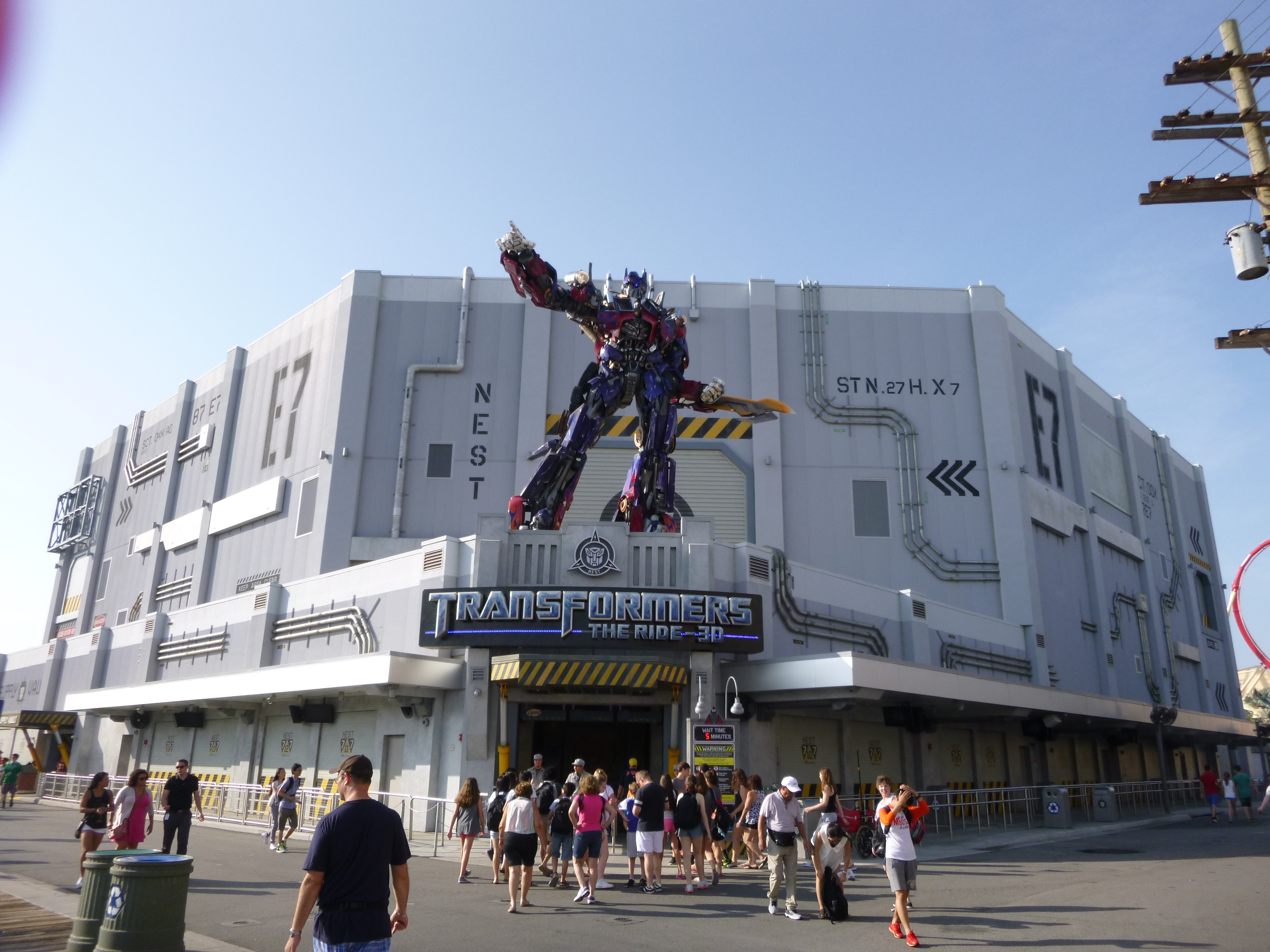
アトラクション外観

## 主な登場人物

### 民間人
ゲスト / You
このアトラクションの人間側の主人公。N.E.S.T.（ネスト）新兵としての訓練中、オールスパークの強奪を目的とするメガトロンらディセプティコンから地球の平和を守るため、イーバック（イーヴァック）のナビゲーターとして作戦に参加する。
オプティマスプライム率いるオートボットと、メガトロン率いるディセプティコンとの壮絶な戦いに巻き込まれる。
メガトロンを撃破した後はオプティマスプライムからその勇気に感服され、イーバック（イーヴァック）と共に「自由の戦士」と褒め称えられた後、N.E.S.T.（ネスト）基地に戻っていた。

### 政府・軍関係者
モーシャワー将軍 / General Morshower
演 - グレン・モーシャワー
アメリカ統合参謀本部議長にしてN.E.S.T.（ネスト）総司令官。待ち列にのみ登場。オールスパークを基地内で守り抜く姿勢を貫いていたがディセプティコンがすぐそこまで攻めてきている事を知り、イーバック（イーヴァック）と新兵でオールスパークを市街地の外の安全な場所に移動させるという最終手段に出る。
セオドア・スターワース / Theodore Stallworth
演 - コーリー・クレモウ
通知。待ち列にてモーシャワー将軍と通信を行なっていた、このアトラクションオリジナルの人物。具体的な身元は不明だが、モーシャワー将軍自身は彼のことを知っているため政府関係者と思われる。壊滅的な状況にある市街地から危機を訴えていた。「人民の避難が最優先」「（最終手段に対して）自殺行為だ」とモーシャワー将軍の方針に否定的。最後は通信が途切れる形で退場し、その後どうなったかはわからない。
ソーニャ・ブラッドリー（ソニア・ブラッドリー） / Sonya Bradley
演 - ピラール・ホランド
N.E.S.T.（ネスト）部隊の女性軍人である女性オペレーター。このアトラクションオリジナルの人物。待ち列にのみ登場。
ディーズ軍曹 / Sergeant Dees
演 - エズラ・マスターズ
N.E.S.T.（ネスト）部隊軍曹。このアトラクションオリジナルの人物。待ち列にのみ登場。

## このアトラクションが存在するパーク
- ユニバーサル・スタジオ・フロリダ
- ユニバーサル・スタジオ・ハリウッド
- ユニバーサル・スタジオ・シンガポール
- ユニバーサル・スタジオ・北京

## 各国のアトラクション

### ユニバーサル・スタジオ・北京
トランスフォーマー:メトロベース（Transformers: Metro Base）
映画「トランスフォーマー」シリーズをテーマにしたエリア。
トランスフォーマー：バトル・フォー・オールスパーク（Transformers: Battle for the AllSpark）の名前になったこのアトラクションのほかに北京オリジナルで第3作目に登場した、ディセプティコンの軍事作戦司令官で、第3作目の表向きのメインヴィランでディセプティコンの新戦力であるショックウェーブ / Shockwaveが自在に制御し、操る巨大なワーム型機械生命体であるマシーンのドリラー / Drillerの大型ローラーコースタータイプのライド・アトラクション、ディセプティコースター（The Decepticoaster）やバンブルビーをモデルにしたバンブルビー・ブギー（Bumblebee Boogie）が加えられている。

## 各国のアトラクションにあるギフトショップ
トランスフォーマーサプライボールト（Transformers Supply Vault）
映画「トランスフォーマー」シリーズをテーマにしたギフトショップ。ユニバーサル・スタジオ・ハリウッドでは待合スペースで『トランスフォーマー プライム』の第1話『完全変形!トランスフォーマー登場（英題は「Darkness Rising, Part 1」）』の映像が流れている。